# Rafael Barretto
Rafael Gerónimo Barretto y Soler (Manila, 30 settembre 1931 – Melbourne, 25 dicembre 1999) è stato un cestista filippino.

## Carriera
Con le Filippine ha disputato i Campionati mondiali del 1954 e i Giochi olimpici del 1956.